# 里昂天文鐘

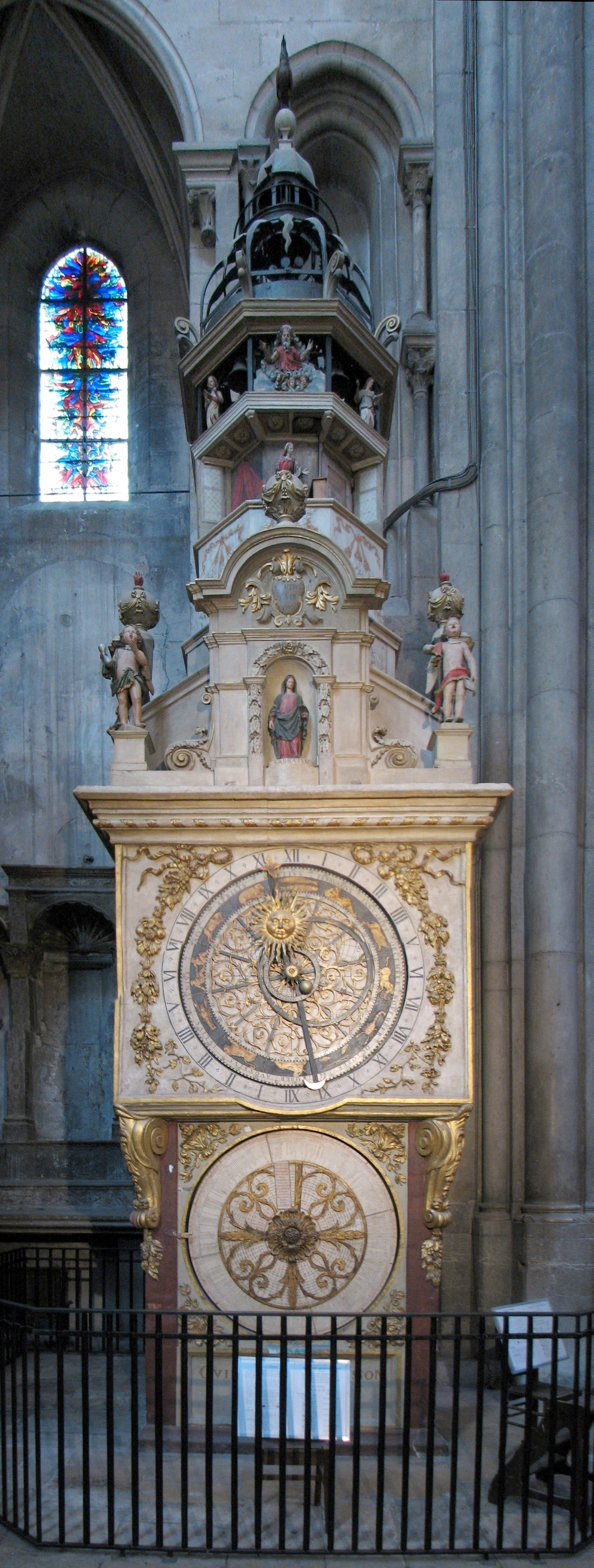
里昂天文钟

里昂天文钟是里昂主教座堂的一個建於十四世纪的天文钟。

## 历史
这座9米高的天文鐘安装在里昂主教座堂内。星盘上显示着月亮、太阳、地球以及星星的日期和位置。1383年，首次有文獻記載大教堂内的天文钟。1562年，天文钟被毁。1661年，纪尧姆·诺里森（Guillaume Nourrisson）重建天文鐘。2013年後，該天文鐘一直處於不活動狀態。